# أوليفيا تشينغ
أوليفيا تشينغ هي ممثلة ومذيعة وصحفية كندية من أصل صيني ولدت في يوم 20 أغسطس 1979 في إدمونتون في كندا. بدأت التمثيل في سنة 2000، اشتهرت بتمثيلها في مسلسل ماركو بولو ومثلت أيضاً في مسلسل محارب في سنة 2019.

## روابط خارجية
- أوليفيا تشينغ على موقع IMDb (الإنجليزية)
- أوليفيا تشينغ على موقع قاعدة بيانات الفيلم (الإنجليزية)